# Alamsdorfové

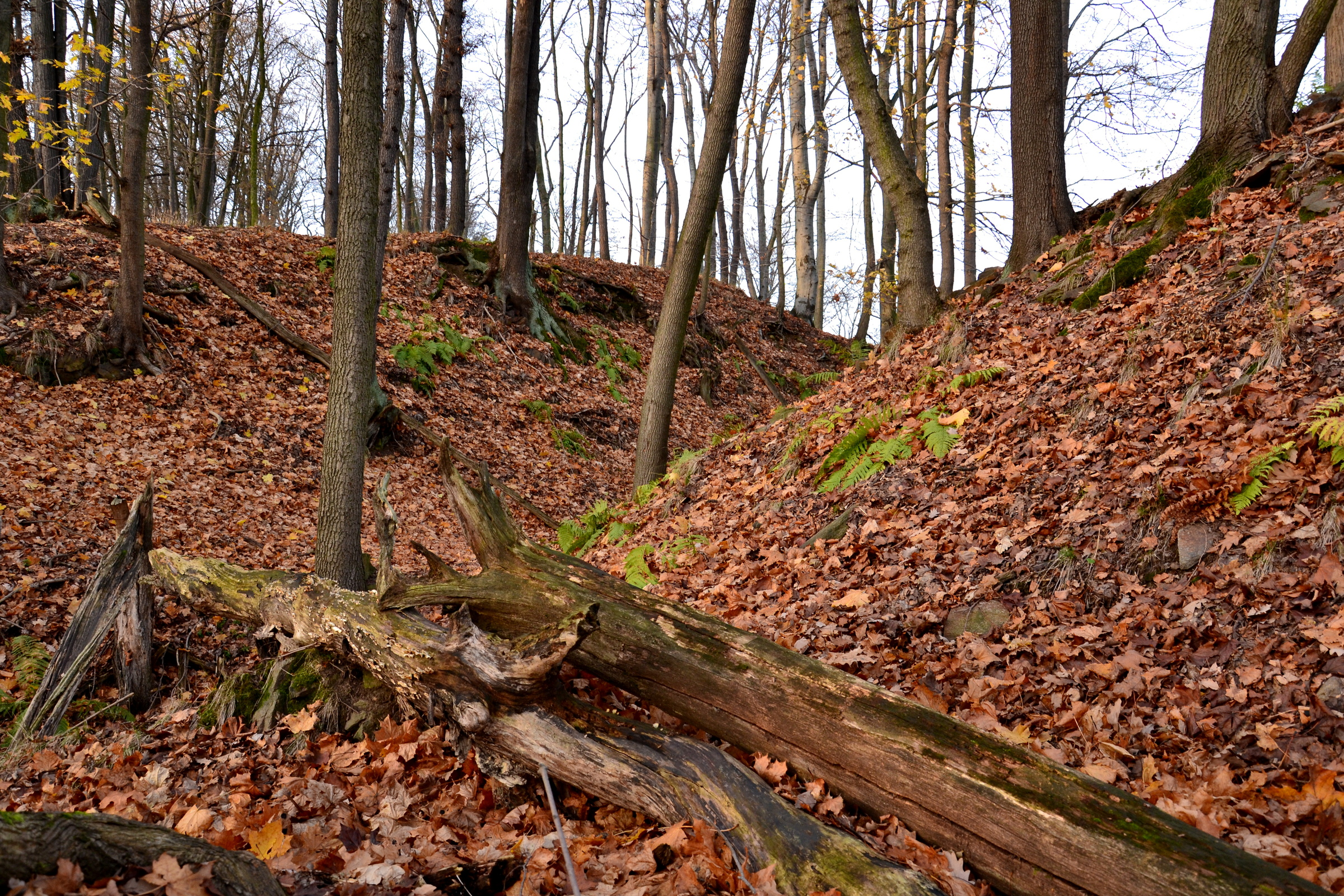
Alamsdorfy založený hrad Najštejn

Páni z Alamsdorfu byli šlechtickým rodem, jehož panství se ve 14. století nacházelo v oblastech severně a severozápadně od Chomutova. Byli zakladateli hradu Najštejna a vedli řadu sporů s německými rytíři z chomutovské komendy.

## Historie
Prvním známým příslušníkem rodu byl Jetřich z Alamsdorfu připomínaný v roce 1323. Centrem Jetřichova panství byl hrad Najštejn, který pravděpodobně založil, s vesnicemi Březencem a Křimovem. Tyto vesnice patřily ve druhé polovině třináctého století chomutovským německým rytířům, kteří získali Křimov roku 1281 od Chotěbora z Račic a okolí Březence pravděpodobně řádu patřilo již od roku 1252. Způsob, kterým se vesnice dostaly do držení Alamsdorfů, neznáme. V roce 1359 jim však patřilo po jednom lénu v Květnově a Radenově. V Křimově pak měli v roce 1369 platy z nejméně tří usedlostí. Vesnice tedy byly rozdělené mezi více majitelů.
Jetřich měl čtyři syny: Jana (Hanuše), Huka, Jetřicha a Jindřicha, kteří si rodový majetek rozdělili mezi sebe. Jan a Huk spolu drželi Najštejn a platy v Krásné Lípě, Domině, Křimově a Nové Vsi. Jetřich získal Březenec se Stráží (tehdy se jmenovala Čáslav) a Jindřich kromě dalších platy ve Stráži. V roce 1363 nechali bratři Jan a Huk zřídit nový oltář svatého Erazima v březeneckém kostele. Jindřichův podíl přešel v roce 1356 na jeho syny Heníka (Hentschil) a Januše. Kromě dalšího majetku jim v roce 1363 patřily platy ze tří usedlostí v Krásné Lípě, dvou usedlostí v Domině, tří usedlostí v Křimově, jeden lán v Březenci a čtvrtina Nové Vsi.
Některý z Jetřichových synů nebo vnuků je možným zakladatelem hradu Hausberka v Bezručově údolí, jehož pozůstatky se nachází v blízkosti Krásné Lípy.
Ve druhé polovině 14. století se řád německých rytířů snažil o vytlačení Alamsdorfů ze svého sousedství, což se mu nakonec v roce 1381 podařilo. Nejprve bratři Jan a Huk z Alamsdorfu prodali roku 1359 rychtu a část platů z Dominy a Krásné Lípy chomutovskému měšťanovi Hanku Plaubnerovi. Ten samý měšťan koupil ve stejném roce plat s rychtou ve Stráži od Jetřicha z Alamsdorfu a později přenechal majetek řádu, v jehož foliantech se uvedené vesnice objevují v letech 1382–1391. V roce 1368 prodali Heník a Januš z Alamsdorfu blíže neurčenou část panství za 75 kop grošů. Předpokládá se, že mohlo jít o v písemných pramenech neuváděný hrad Hausberk a platy ve výši čtyř kop grošů v Březenci, o které se později vedl spor ukončený až v roce 1381. Ve stejném roce potom Fricolt a Niggel z Alamsdorfu prodali veškerý majetek řádu za 420 kop grošů. Vzhledem k výši částky se mohlo jít o hrad Najštejn, Březenec a části Stráže, Dominy, Krásné Lípy, Křimova, Nové Vsi a dalších vesnic. O určitou část majetku probíhaly spory, které skončily až v roce 1381, kdy se Fricolt z Alamsdorfu zřekl všech práv na Březenec s příslušenstvím (lesy a polovina podacího práva k březeneckému kostelu).